# Nicolaaskerk (Wieuwerd)
De Nicolaaskerk is een kerkgebouw in Wieuwerd in de Nederlandse provincie Friesland. Het is inmiddels een Nederlands Hervormde kerk. 

## Beschrijving
De eenbeukige kerk uit de 12e-13e eeuw was oorspronkelijk gewijd aan Nicolaas van Myra. De spitsboogvensters in de noordgevel dateren uit de 14e eeuw.  
In 1868-'70 werden de zuidgevel en het koor beklampt. In 1888 werd de zadeldaktoren vervangen door een toren met neogotische elementen. Het interieur wordt gedekt door een houten tongewelf. Het eenklaviers orgel uit 1788 is gemaakt door Rudolf Knol en in 1860 uitgebreid met een tweede klavier van L. van Dam en Zonen. De kerk en het hekwerk met toegangspoorten zijn rijksmonumenten.
Het meubilair in het interieur dateert uit de 18e eeuw.

### Grafkelder met mummies
In 1609 werd voor de familie Walta onder het verhoogde koor een grafkelder gebouwd. In de grafkelder ontdekten timmerlieden in 1765 bij toeval een aantal lijken die op natuurlijke wijze waren gemummificeerd. Hoe het kan dat deze lijken nooit zijn vergaan is nog niet volledig duidelijk.
Vier van deze eeuwenoude mummies zijn in de grafkelder te bezichtigen en vormen sinds jaren een toeristische attractie. Bij de ontdekking hadden de mummies nog kleren aan, maar die zijn inmiddels vergaan. 
De meest recente mummie is van een Wieuwerdse goudsmid,  Stellingwerf, die in 1705 is bijgezet. Een ander lichaam is van een meisje van veertien jaar oud dat rond 1610 is overleden aan tuberculose. Het derde is het lichaam van een oude vrouw die circa 1618 is overleden. Het laatste lichaam is van een man die leed aan een pijnlijk kaakabces.
Men denkt aan de luchtstroom en vochtigheidsgraad in de graftombe als oorzaak van de mummificatie, maar onderzoek dat definitief uitsluitsel kan geven over de oorzaak wordt niet toegestaan door de kerk. In 2025 wordt als mogelijke oorzaak gesteld dat de lijken eerst in hooi zijn bewaard, dat vocht aan de lichamen zou hebben onttrokken, en later op zeegras, dat looiend zout bevat.
Dit omdat men de mystieke sfeer die nu om de natuurlijke mummificatie hangt wil behouden. Daarnaast is de kerk bang dat de mummies gestolen worden. Oorspronkelijk waren er elf mummies, maar door de jaren heen zijn er zeven verdwenen; Zes mummies zijn meegenomen door geneeskundestudenten van de Universiteit van Franeker, mogelijk om er onderzoek aan te doen, waardoor alleen de botten en schedels overbleven. Die overblijfselen zijn naar Wieuwerd in kisten teruggekeerd. Een zevende is volgens een gerucht gestolen door Franse soldaten in de Franse tijd (1795-1813). Nog een andere zou gestolen zijn en naar Amerika gebracht, maar ook daar is geen bewijs van.
Over de identiteit van de mummies bestaat geen zekerheid. Het zijn waarschijnlijk de resten van leden van de Walta-familie (volgens Jan Ledder) en/of resten van enkele Labadisten. Zowel deze familie als de religieuze groep bewoonde de Waltastate, iets ten noorden van Wieuwerd. Om te demonstreren dat de merkwaardige bodemgesteldheid en luchtstroom nog steeds hun werk doen, is in de loop der jaren een aantal dode vogels in de ruimte opgehangen. Ook al deze vogels zijn niet vergaan maar gemummificeerd.

## Foto's

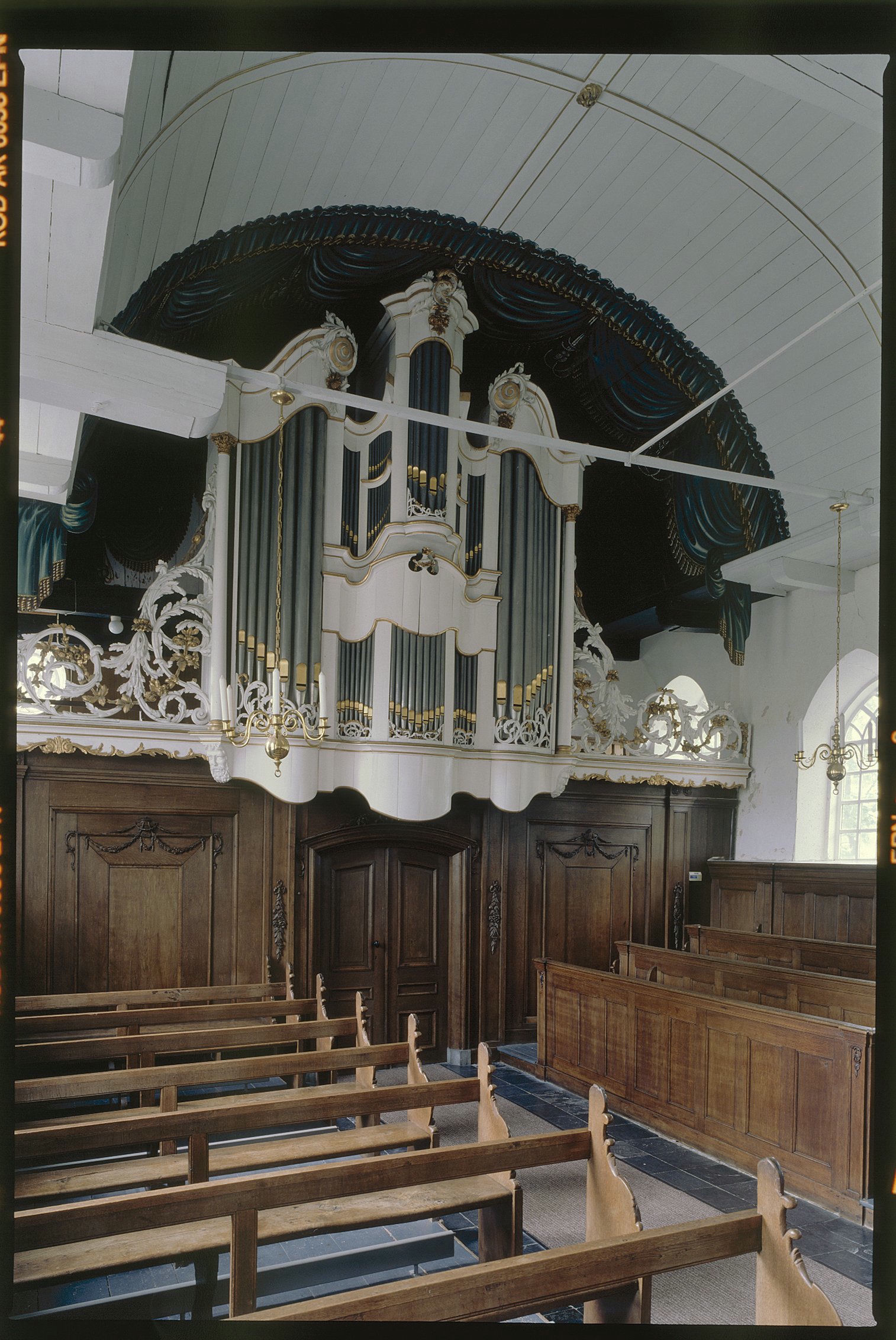
Interieur met orgel (1999)
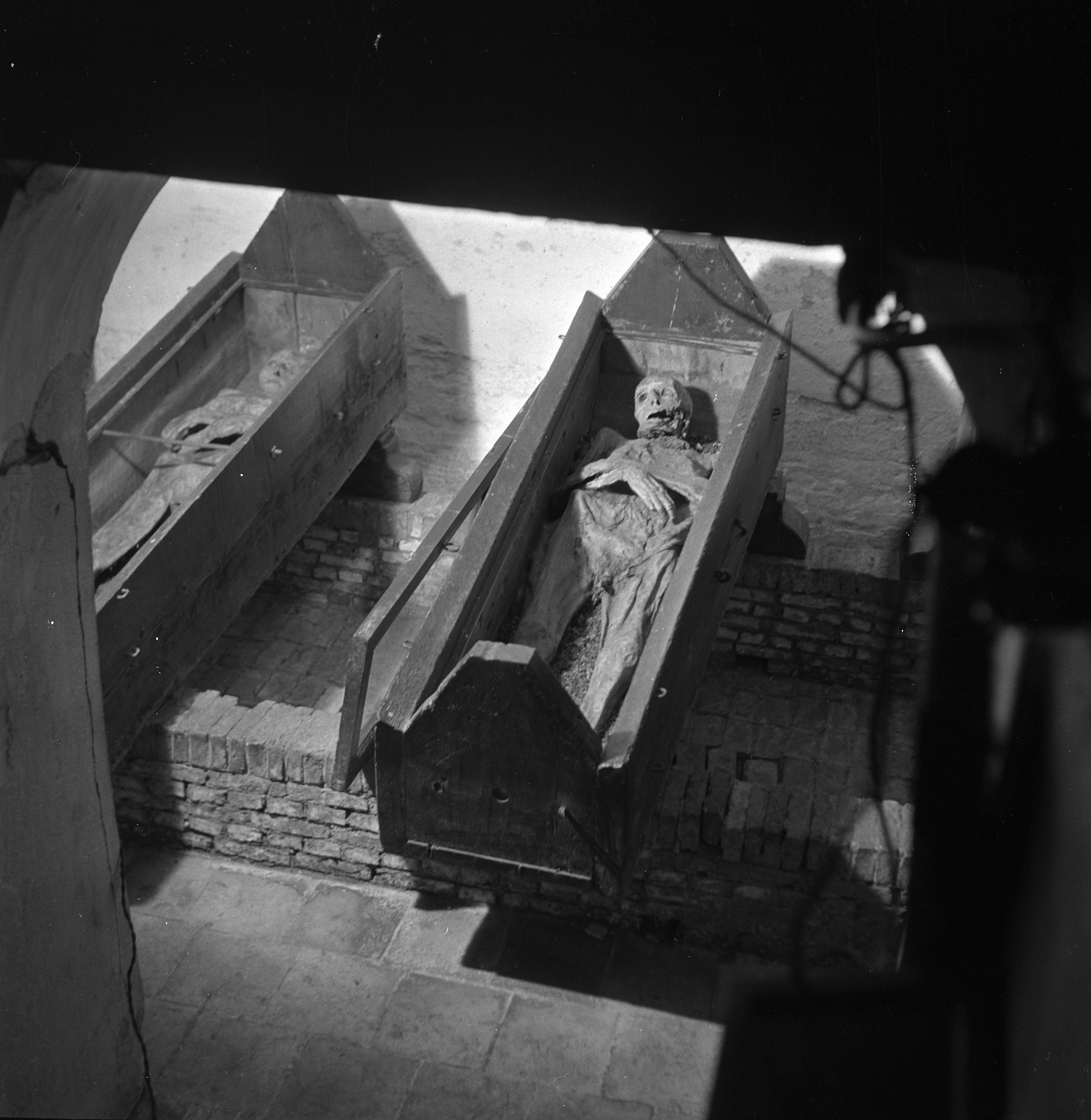
grafkelder (1946)
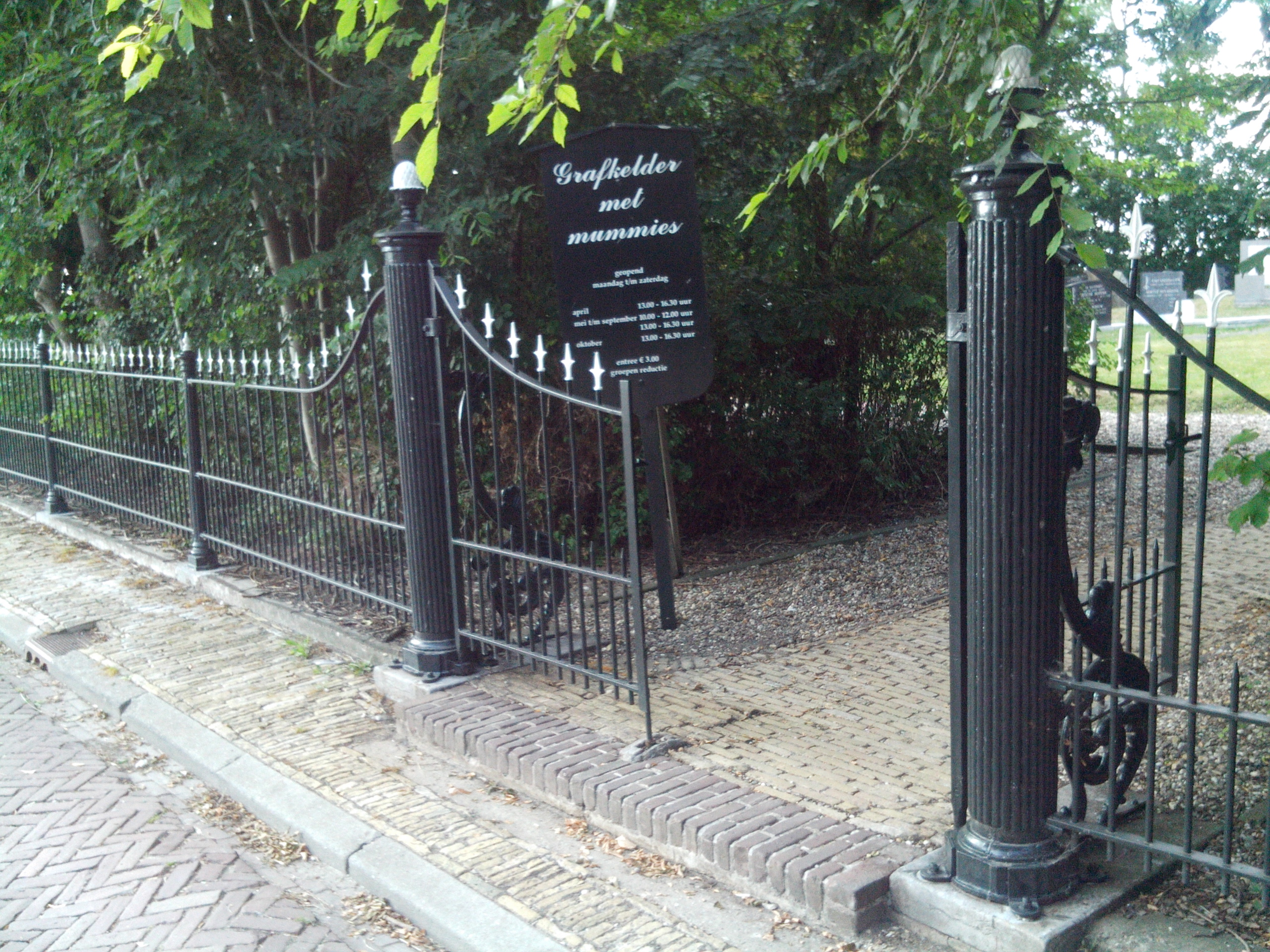
Exterieur, toegangspoorten (2013)
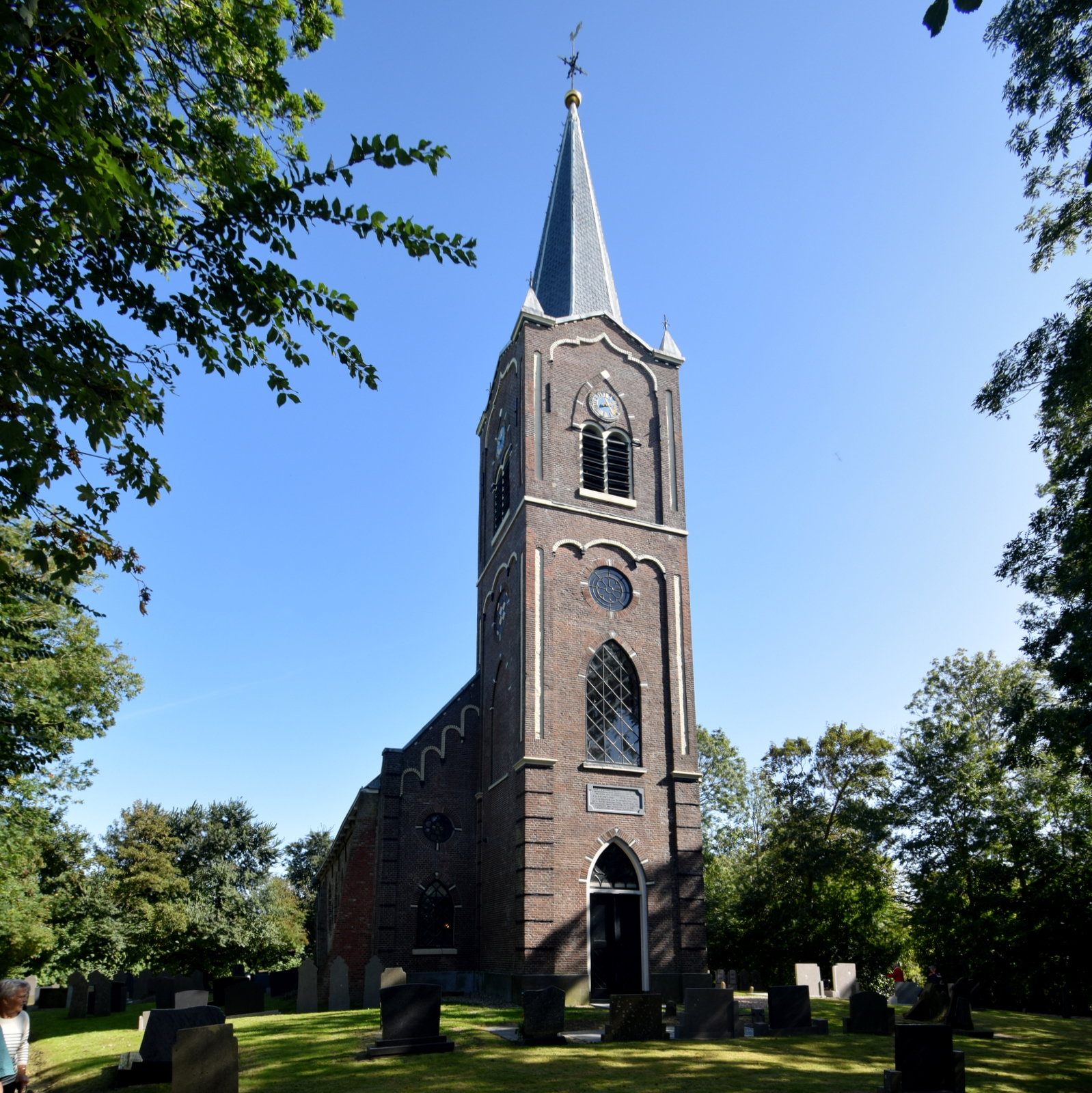
kerk in 2020
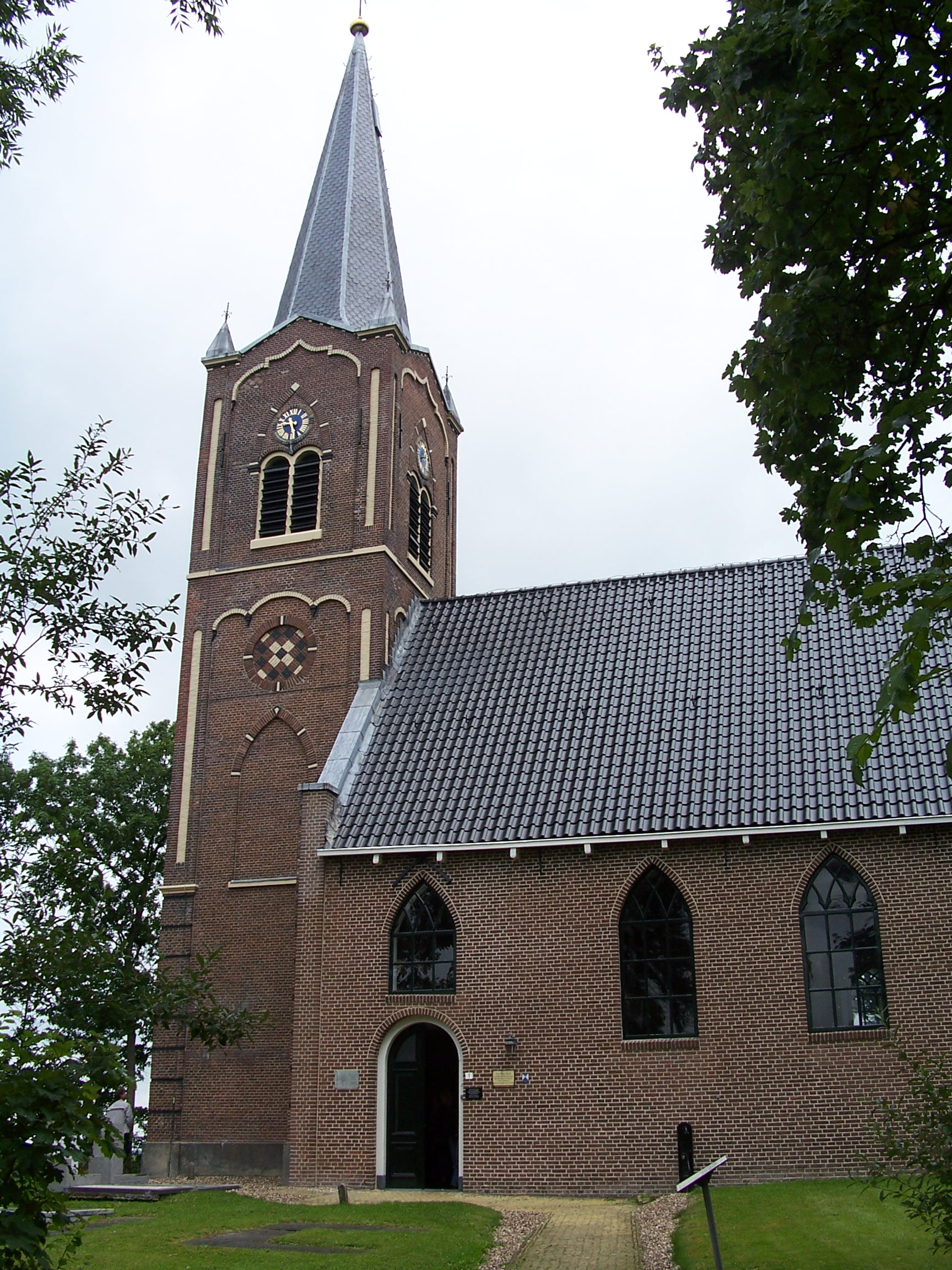
kerk in 2005